# Karaté aux Jeux asiatiques de 2002
Aux Jeux asiatiques de 2002, organisés à Pusan, en Corée du Sud des épreuves de karaté étaient au programme.

## Résultats

### Kata
| Rang | Pays      | Karatéka                  |
| ---- | --------- | ------------------------- |
| 1    | Japon     | Yukimitsu Hasegawa        |
| 2    | Macao     | Pak Cheong Wong           |
| 3    | Malaisie  | Jin Keat Ku               |
| 3    | Sri Lanka | Edward Payappan Jebamalai |

| Rang | Pays        | Karatéka      |
| ---- | ----------- | ------------- |
| 1    | Japon       | Atsuko Wakai  |
| 2    | Malaisie    | Lee Lee Lim   |
| 3    | Macao       | Pui Si Cheung |
| 3    | Philippines | Cherly Tugday |

### Kumite

#### Kumitemasculin
| Rang | Pays        | Karatéka              |
| ---- | ----------- | --------------------- |
| 1    | Malaisie    | Puvaneswaran Ramasamy |
| 2    | Ouzbékistan | Otabek Kasimov        |
| 3    | Indonésie   | Bambang Maulidin      |
| 3    | Viêt Nam    | Nguyen Pham Tran      |

| Rang | Pays        | Karatéka          |
| ---- | ----------- | ----------------- |
| 1    | Japon       | Kenichi Imai      |
| 2    | Iran        | Hossein Rouhani   |
| 3    | Koweït      | Hussein Al Qattan |
| 3    | Ouzbékistan | Ilkhom Karimov    |

| Rang | Pays           | Karatéka         |
| ---- | -------------- | ---------------- |
| 1    | Indonésie      | M. Hassan Basri  |
| 2    | Iran           | Mehdi Amouzadeh  |
| 3    | Koweït         | Nayef Almutairik |
| 3    | Taipei chinois | Chih-Kang Shao   |

| Rang | Pays           | Karatéka              |
| ---- | -------------- | --------------------- |
| 1    | Iran           | Alireza Katiraei      |
| 2    | Kazakhstan     | Shattyk Khajimukhanov |
| 3    | Qatar          | Magid Radwan A. Adwan |
| 3    | Taipei chinois | Hsu Hsiang Ming       |

| Rang | Pays         | Karatéka             |
| ---- | ------------ | -------------------- |
| 1    | Koweït       | Ahmad Mohammad       |
| 2    | Japon        | Jasem Modamivishkaei |
| 3    | Corée du Sud | Byung-Chul Kim       |
| 3    | Brunei       | Tong Kit Siong       |

| Rang | Pays        | Karatéka         |
| ---- | ----------- | ---------------- |
| 1    | Iran        | Mehran Behnamfar |
| 2    | Kazakhstan  | Andrey Korolev   |
| 3    | Koweït      | Jaber Alhamad    |
| 3    | Tadjikistan | Isroil Ismoilov  |

#### Kumiteféminin
| Rang | Pays           | Karatéka      |
| ---- | -------------- | ------------- |
| 1    | Viêt Nam       | Kim Anh Vu    |
| 2    | Japon          | Eri Fujioka   |
| 3    | Taipei chinois | Hsieh Ai Chen |
| 3    | Malaisie       | S. Murugaiyan |

| Rang | Pays        | Karatéka            |
| ---- | ----------- | ------------------- |
| 1    | Malaisie    | Premila Supramaniam |
| 2    | Hong Kong   | Ka Man Chan         |
| 3    | Macao       | Man Fei Kwan        |
| 3    | Philippines | Gretchen Malalad    |

| Rang | Pays        | Karatéka           |
| ---- | ----------- | ------------------ |
| 1    | Viêt Nam    | Trong Bao Nguyen   |
| 2    | Ouzbékistan | Sofiya Kaspulatova |
| 3    | Japon       | Emiko Honma        |
| 3    | Kazakhstan  | Natalya Solodilova |